# Pálinkás Tibor
Pálinkás Tibor (? –) régész, múzeum- és galériaigazgató.

## Élete
1994-ben a pozsonyi Comenius Egyetemen végzett. A Honti Múzeum és Simonyi Lajos Galéria munkatársa, majd igazgatója lett. Az ipolysági Csemadok alapszervezet vezetője.
Az ipolysági Őrhegyen végzett ásatásán a hatvani kultúra kézműves településének műhelyeit sikerült feltárnia.

## Elismerései
- 2013 Magyar Arany Érdemkereszt[1]
- 2014 Ipolyság Város Polgármesterének Díja[2]

## Művei
- 1994 Osídlenie lokality Bíňa - poloha Berek a dolného Pohronia v období Ludanickej skupiny (diplomamunka)
- Ipolyság. A Honti Múzeum és Galéria; Komáromi, Komárno, 1998 (Honismereti kiskönyvtár)
- 2014 Múzeumunk egykor és ma. In: Musaeum Hungaricum 5, 85-88.
- Miľniky. Príspevky k dejinám mesta Šahy / Mérföldkövek. Adalékok Ipolyság város történelméhez; KT, Komárno, 2007